# Gallus von Hochberger
Gallus von Hochberger, celým jménem Gallus Erasmus Florian Ritter von Hochberger (15. října 1803, Podbořany, Valov – 4. února 1901, Karlovy Vary), byl městský a lázeňský lékař v Karlových Varech. Zasloužil se o úpravu léčivých pramenů, byl předsedou tamního okresního zastupitelstva a poslancem zemského sněmu.

## Život
Gallus Hochberger se narodil v roce 1803 jako syn sedláka Franze Wenzla Hochbergera a jeho manželky Theresie roz. Hainzové v malé vsi Valov u Podbořan. Po ukončení základní školní docházky v Podbořanech vystudoval gymnázium v Plzni. Roku 1820 odešel do Prahy na Karlovu univerzitu, kde začal studovat filosofickou fakultu, o tři roky později pak přešel na fakultu lékařskou. Dne 29. srpna 1829 promoval a získal titul Doktor medicíny a chirurgie. Lékařskou praxi zahájil v Karlových Varech v roce 1830 a prožil zde pak celý svůj život. Dožil se vysokého věku 98 let a stal se tak nejstarším lékařem Rakouska-Uherska. Zemřel 4. února 1901 na následky pádu z koně. Pohřben je na Ústředním hřbitově v Karlových Varech – Drahovicích.  

## V Karlových Varech
Své lékařské působení zahájil Gallus Hochberger v roce 1830 ve starém barokním domě „Bílá labuť“. Od roku 1843 působil jako karlovarský lázeňský a městský lékař.
Intenzivně se účastnil veřejného i politického života. Byl členem výboru na zřízení železnice do Karlových Varů, stal se komturem císařsko-rakouského řádu Františka Josefa I., zasloužil se o výstavbu vojenské nemocnice a svým darem tisíci florénů o vybudování městského chudobince . K jeho hlavním zásluhám patří, že prosadil, aby se všechny prameny v Karlových Varech staly majetkem města. Ve své době to byl čin velmi pokrokový. Kromě uznání získal i mnoho nepřátel, kteří usilovali dokonce o jeho vypovězení z města. Též bojoval za prosazení sanace vřídelních pramenů. Liknavá městská rada často odmítala zabývat se podněty na zlepšení života v lázních, a tak Gallus Hochberger shrnul své reformní návrhy a knižně je v roce 1850 vydal pod názvem „Welche Verbesserungen benötigt Karlsbad in medizienischer Beziehung?“ Spis je obžalobou městských orgánů za zanedbávání povinností ve věci lázeňství a ochrany pramenů. Hochberger svým nekompromisním postojem dosáhl odstranění mnohých nedostatků.

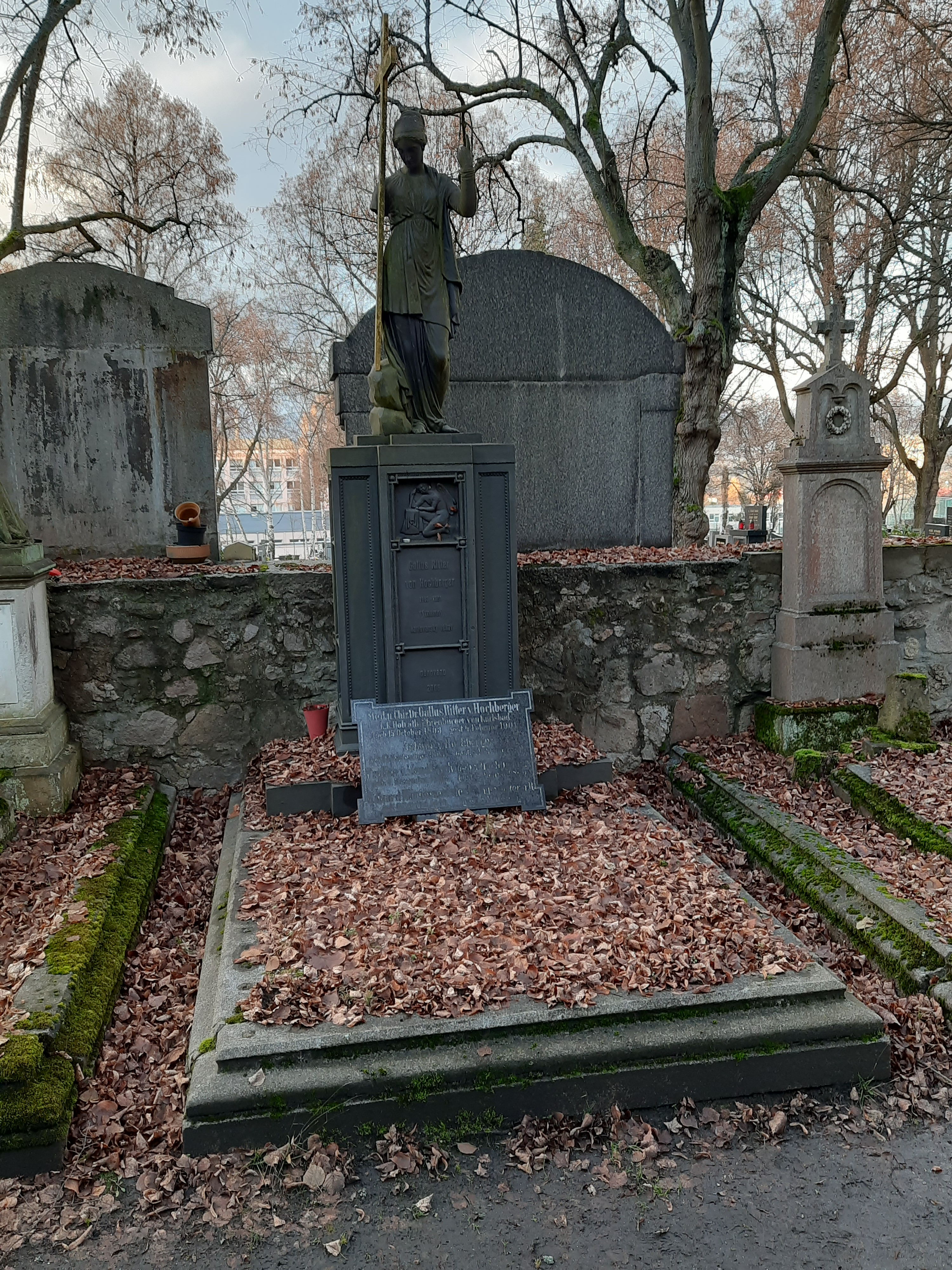
Hrobka rodiny Galluse von Hochbergera na Ústředním hřbitově v Karlových Varech

Kromě výše uvedeného spisu napsal i několik odborných pojednání o karlovarské léčbě. V názorech se mnohdy rozcházel s pojetím profesního kolegy Jeana de Carro. To mezi nimi vyvolávalo ostré polemiky, které Gallus Hochberger řešil zveřejňováním tzv. „otevřených dopisů“. V roce 1844 pečoval jako lázeňský lékař o syna Wolfganga Amadea Mozarta, Franze Xavera Wolfganga Mozarta, který se v Karlových Varech léčil a zemřel zde na rakovinu jater.

## Vyznamenání
Za svou obětavou činnost byl Gallus Hochberger vyznamenán mnoha řády a uznáními. V Karlových Varech často prohlížel pacienty před domem, kde sedával na bíle natřené lavičce, která byla ozdobena jeho vyznamenáními. Zde jsou některá z nich:
- propůjčení titulu dvorního rady
- udělení Řádu železné koruny III. třídy
- vévodský domácí řád sasko-ernestinský
- arciknížecí zlatý čestný kříž I. třídy knížat Lippe
- stříbrný čestný kříž arcivévody Neus Greisckeho
- civilní kříž I. třídy
- c. k. zlatý kříž za civilní zásluhy
- mariánské kříže
- na ruce nosil briliantový prsten od dona Pedra z Brazílie

Za své zásluhy byl císařem povýšení do rytířského stavu – „Ritter von Hochberger“.